# Olivier Fortin
Répertoire
XVIIe et XVIIIe siècles
Olivier Fortin est un claveciniste, organiste et directeur musical québécois né à Québec le 29 octobre 1973. 

## Biographie

### Famille
Olivier Fortin est le fils du mathématicien Michel Fortin, professeur à l'Université Laval et de Martine Gerardin, d'origine française.

### Formation
Introduit au clavecin par son père, Olivier Fortin en commence l'apprentissage vers l'âge de huit ans sous la direction des étudiants de Scott Ross, alors professeur à l'Université Laval. À l'âge de dix ans, il entre au Conservatoire de musique de Québec où il étudiera dans la classe d'Anatole Gagnon. Il obtient son diplôme au baccalauréat ainsi qu'un Prix avec distinction en 1995. Il poursuit sa formation auprès de Dom André Laberge (de) et complète une maîtrise en interprétation de l’Université de Montréal sous la direction de Réjean Poirier (nl).
L'obtention de plusieurs bourses d'études lui permet de poursuivre sa formation à l'étranger avec Pierre Hantaï à Paris et Bob van Asperen au Conservatoire Sweelinck d’Amsterdam.

### Distinctions
En 1997, il est finaliste au Concours international Bach de Montréal. Il remporte aussi, avec Karoline Leblanc (nl), le deuxième prix du concours d'orgues en duo au Festival de musique ancienne de Bruges. L'année suivante, on lui décerne le Capriccio Stravagante Prize.

### Carrière
Soliste et chambriste, Olivier Fortin joue, enregistre et participe à de nombreuses tournées en Europe, en Asie et en Amérique du Nord auprès d'ensembles tels que Masques, Capriccio Stravagante, Tafelmusik, Opera Quarta, Chanticleer, le Studio de musique ancienne de Montréal, Les Voix Humaines, Les Violons du Roy, l’Akademie für Alte Musik Berlin et Les Boréades de Montréal. Il se produit aussi en concert avec les clavecinistes Skip Sempé et Pierre Hantaï dans des programmes à deux et trois clavecins.
Il participe à de nombreux événements de musique ancienne au Berkeley Festival & Exhibition, au Festival de La Roque-d'Anthéron, au Festival de musique ancienne d'Utrecht, au Festival d'Aldeburgh, aux Journées de la musique ancienne de Ratisbonne (de), au Zermatt Festival, au Festival Montréal Baroque, au Festival de Wallonie, aux Festes de Thalie, au Music Before 1800 de New York, au Frick Collection, à la Cité de la musique, au Centre de musique baroque de Versailles, au Centre de Musique de De Bijloke (voir Abbaye de La Byloke) à Gand, à BOZAR MUSIC, au Festival Bach de Lausanne ainsi qu'à La Folle Journée de Nantes, Bilbao et Lisbonne.
Il enseigne aussi le clavecin et la musique de chambre au Conservatoire de musique de Québec (de 2004 à 2008) ainsi qu'à chaque été au Tafelmusik Baroque Summer Institute à Toronto.

## Ensemble Masques
En 1998, il fonde puis dirige Masques, un ensemble spécialisé en musique baroque qui se consacre à l'interprétation du répertoire vocal et instrumental des XVIIe et XVIIIe siècles. Ce nom s’inspire des divertissements de l’Angleterre de l’époque élisabéthaine.
En 2000, l'ensemble remporte le premier prix au concours Early Music America Competitions/Dorian et se classe finaliste en 2001 à la Compétition de musique ancienne de York (en).
Certaines prestations de Masques sont enregistrées par CBC/Radio-Canada et sont régulièrement diffusées sur ses radios musicales francophones et anglophones.

## Discographie
Il enregistre, en soliste ou en compagnie de divers ensembles, plus de vingt enregistrements sous étiquettes Alpha (Outhere Music), Analekta, Astrée (Naïve Records), ATMA Classique,, Dorian, Zig-Zag Territoires (Outhere Music), Isba Music, ORF, Paradizo, et Teldec (Warner Music).

### Albums
- 1999 : Bach - Vivaldi: Concerti & Praeludia — Olivier Fortin, Skip Sempé / Astrée (Naïve Records)
- 2001 : Versailles : L'Île enchantée — Capriccio Stravagante Orchestra, Skip Sempé / Alpha (Outhere Music)
- 2001 : Pavana: The Virgin Harpsichord — Skip Sempé, Olivier Fortin, Pierre Hantaï / Astrée (Naïve Records)
- 2001 : Matthew Locke: Consorts in Two Parts — Ensemble Masques / Dorian
- 2003 : Purcell: Evening Prayer - Anthems and Sacred Songs — Chanticleer, Capriccio Stravagante / Teldec (Warner Music)
- 2004 : English Fancy (Fantaisies anglaises) — Ensemble Masques et Shannon Mercer / Analekta
- 2005 : Noël baroque (Baroque Christmas) — Ensemble Masques / Analekta
- 2005 : Mensa Sonora - Biber and His Contemporaries (Biber et ses contemporains) — Ensemble Masques / Analekta
- 2005 : Orfeo Fantasia — Charles Daniels (en), Montréal Baroque / ATMA Classique
- 2006 : Scarlatti - Duende: Harpsichord Sonatas — Skip Sempé, Olivier Fortin / Paradizo
- 2006 : Æterna Celesta — Natalie Choquette, Olivier Fortin (orgue) / Isba Music
- 2007 : Bach: Concerti & Sonata — Ensemble Masques / Analekta
- 2007 : Jean-Marie Leclair : Récréation en musique — Opera Quarta, Olivier Fortin / ORF
- 2008 : Une odyssée baroque — Ensemble Masques / Analekta
- 2008 : Rameau : La Pantomime — Skip Sempé, Olivier Fortin / Paradizo
- 2010 : Rameau : pièces de clavecin en concerts — Ensemble Masques, Olivier Fortin[20] / ATMA Classique
- 2013 : Johann Rosenmüller: Sonate a 2, 3, 4e 5 Stromenti, da arco & altri — Ensemble Masques[21] / ATMA Classique
- 2013 : Johann Heinrich Schmelzer: Sacro-Profanus — Ensemble Masques, Olivier Fortin[22] / Zig-Zag Territoires (Outhere Music)
- 2015 : Romanus Weichlein: Encaenia Musices, Opus I (Excerpts), 1695 — Ensemble Masques, Olivier Fortin[23] / Alpha (Outhere Music)
- 2016 : Le Théâtre musical de Telemann  — Ensemble Masques, Olivier Fortin / Alpha (Outhere Music)
- 2018 : Couperin : L'Art de toucher le clavecin - Olivier Fortin / Alpha (Outhere Music)
- 2018 : Buxtehude: Abendmusiken — Ensemble Masques, Olivier Fortin / Alpha (Outhere Music)
- 2019 : Back & Bernier : Routes du café — Ensemble Masques, Olivier Fortin / Alpha (Outhere Music)
- 2020 : Bach: Concertos for two harpsichords — Olivier Fortin, Emmanuel Frankenberg, Ensemble Masques / Alpha (Outhere Music)